# Zhang Yueqin
Zhang Yueqin (kinesiska: 張 月琴), född den 27 januari 1960 i Jiangsu, Kina, är en kinesisk basketspelare som var med och tog OS-brons 1984 i Los Angeles.